# Ca$h (2010)
Ca$h is een Amerikaanse indie misdaadthriller uit 2010 onder regie van Stephen Milburn Anderson, die ook het scenario schreef. De hoofdrollen worden vertolkt door Sean Bean, Chris Hemsworth en Victoria Profeta.

## Verhaal
Sam en Leslie Phelan, een jong koppel met geldproblemen, denken dat hun geluk gekeerd is wanneer ze een koffer vol met geld vinden. Hun geluk is echter van korte duur wanneer de crimineel Pyke Kubic aan hun deur staat en zijn geld terug eist. Omdat ze echter al een deel van het geld uitgegeven hebben, verplicht Pyke hen om winkels te beroven om zo hun schuld af te betalen.

## Rolverdeling
| Acteur            | Personage                      |
| ----------------- | ------------------------------ |
| Sean Bean         | Pyke Kubic / Reese Kubic       |
| Chris Hemsworth   | Sam Phelan                     |
| Victoria Profeta  | Leslie Phelan                  |
| Mike Starr        | Melvin Goldberg                |
| Glenn Plummer     | Glen the Plumber               |
| Michael Mantell   | Mr. Dale                       |
| Antony Thekkek    | Bahadurjit Tejeenderpeet Singh |
| Tim Kazurinsky    | Chunky Chicken Salesman        |
| Robert C. Goodwin | Bartender                      |

## Release en ontvangst
Ca$h werd 26 maart 2010 uitgebracht in de Amerikaanse bioscopen en bracht een schamele 46.488 dollar op aan de kassa, tegenover een budget van 7 miljoen dollar.
De film kreeg over het algemeen negatieve kritieken, waarbij vaak de haperende plotwendingen, de ondermaatse acteerprestaties (vooral van Hemsworth) en het amateuristisch camerawerk aangehaald werden.